# Estrutura isostática
Em mecânica estrutural, diz-se que uma estrutura é isostática quando o número de restrições (reações) é rigorosamente igual ao número de equações da estática. É, portanto, uma estrutura estável.
Diferem das estruturas hipostáticas (cujo número de reações é inferior ao número de equações) e das estruturas hiperestáticas (número de reações superior).
São exemplos de estruturas isostáticas uma viga biapoiada (com um dos apoios podendo se movimentar horizontalmente) e uma viga engastada em balanço.
Em um rápido rascunho " BN = BE " isostática